# Lenka Bitter
Lenka Bitter z domu Dürr (ur. 10 grudnia 1990 w Memmingen) – niemiecka siatkarka, grająca na pozycji libero. Dwukrotna wicemistrzyni Europy (2011 oraz 2013). W sezonie 2015/2016 zawodniczka Impelu Wrocław.
Jej mężem jest niemiecki trener siatkówki Konstantin Bitter.

## Sukcesy klubowe
Liga niemiecka:
- 2008, 2010, 2017, 2021
- 2009
- 2011, 2012, 2013

Puchar Niemiec:
- 2009, 2020

Liga azerska:
- 2014, 2015

Liga polska:
- 2016

Liga rumuńska:
- 2018

## Sukcesy reprezentacyjne
Mistrzostwa Europy Kadetek:
- 2007

Mistrzostwa Świata Juniorek:
- 2009

Grand Prix:
- 2009

Mistrzostwo Europy:
- 2011, 2013

Liga Europejska:
- 2013

Volley Masters Montreux:
- 2014
- 2017

## Nagrody indywidualne
- 2013: Najlepsza libero Ligi Europejskiej[3]
- 2014: Najlepsza libero i broniąca turnieju Volley Masters Montreux
- 2017: Najlepsza libero turnieju Volley Masters Montreux